# Английская драма
Английская драма — род английской литературы и искусства, зародившийся в недрах средневековой культуры и в церковных обрядах. Первоначально английская драма представляла символическую пантомиму, описывающую литургию и украшающую службы на Пасху и Рождество Христово. Вскоре пантомима стала воспроизводиться вместе с текстом, написанным на латинском языке. Литургическая драма, которую разыгрывали церковнослужители, в X веке разделилась на несколько сценок. Эти сценки описывали главные события, непосредственно связанные с христианским календарём. Со временем драма ушла из церковных помещений и вышла на площадь. Актёры стали принимать участие в представлениях, а латинский язык постепенно был забыт — вместо него стал употребляться местный.
Миряне разыгрывали тип драмы, который впоследствии назвали мираклем (к нему имели отношение драматические сценки, описывающие какие-либо чудеса, совершённые святыми людьми). Потом появился ещё один тип драмы под названием моралите — аллегория Средневековья с одушевлёнными Пороком и Добродетелью, которые боролись за души людей.
Английская драма эпохи Возрождения появилась благодаря союзу двух начал: аллегорического дидактизма драмы средневековой Англии и итальянского гуманизма эпохи Возрождения. Этот процесс закончился во время 2-х последних десятилетий XVI века. В 1588 году драма Елизаветы I переживала расцвет. Начало комедии времён королевы можно было увидеть в интерлюдиях. В них были отчётливо показаны фарсовые, певческие и хореографические национальные традиции, а также любовь к абстракции Средневековья, игра слов и каламбуры. Первые образцы классической комедии средневековой Англии создали школьные учителя Н. Юдалл (комедия «Ралф Ройстер Дойстер»; англ. Ralph Roister Doister; 1553—1554) и У. Стивенсон (комедия «Игла матушки Гуртон»; англ. Gammer Gurton’s Needle; около 1553). Через 10 лет Дж. Гаскойн, используя любовный итальянский сюжет, создал комедию под названием «Догадки» (англ. Supposes; 1566). Важно то, что она имела прозаический, а не стихотворный вид.
В драматургии Англии была не только комедия. Появился ещё один жанр — историческая хроника. Она служила для того, чтобы просвещать население и пропагандировать патриотизм из-за непрекращающихся угроз вторжения Испании. Вольное обращение с источниками для писателей было обычным явлением. Это хорошо показывает хроника Д. Бейля «Король Иоанн» (англ. Kynge Johan; 1536).
Большое влияние на средневековую английскую комедию оказали Плавт и Теренций, а на трагедию — Сенека. Из драмы Сенеки взят образ гонца, который вещал о событиях, происходящих за кулисами, а также длинные и напыщенные монологи. В итоге трагедии уже не были драматически напряжёнными, а становились предметом для чтения. Однако влияние Сенеки на английскую трагедию переоценить нелегко: в его приверженности канонам греческой драмы и в пространных речах, которые были полны сентенций морали, была притягательность. «Десять трагедий» Сенеки, которые в 1581 году были переведены на английский язык, получили высокую оценку как от аристократов, так и от простой публики.
Творчество людей с классическим образованием способствовало становлению английской драмы эпохи Возрождения: эти люди стремились адаптировать античную форму к местному содержанию. К XVII веку английская драма достигла исключительных высот, и это произошло благодаря тому, что сложились условия для её развития: профессионализм артистов стал более высоким; закончилась постройка первого постоянного театра (1576); сложился широкий круг зрителей из разных социальных слоёв; талантливых молодых людей стала привлекать профессия драматурга.
Для превращения так называемой «тюдоровской драмы» в детище Елизаветинской эпохи больше всего внесла свой вклад группа просвещённой молодёжи. В то время этих людей называли «университетскими умами».
В большей части комедий времён Елизаветы I есть и комизм, и утончённый юмор, и грубый фарс, а также романтизм и реализм. В первых шекспировских комедиях («Укрощение строптивой», «Два веронца», «Бесплодные усилия любви» и «Сон в летнюю ночь») видно влияние Джона Лили и его предшественников. Это просматривается в любовных историях и традиции фарса. Равновесие этих признаков можно увидеть в комедиях «Как вам это понравится» и «Двенадцатая ночь»: в этих произведениях идеалы выражают противопоставление реальной жизни. К концу века большое значение получил средний класс. Это просматривается в драме Т. Деккера «Праздник башмачника» (1599): в произведении ремесленник Лондона представлен в образе прославленного, полного энергии и жизни героя.